# New Tube for London
Le New Tube for London (NTfL) est un programme qui permettrait d'introduire 250 nouvelles rames au métro de Londres et de renouveler sa signalisation à un horizon prévu entre 2023 et 2033. Les rames entièrement automatisées permettraient d'augmenter la capacité sur les lignes Piccadilly, Central, Waterloo & City et Bakerloo. Les syndicats ASLEF et RMT se sont fermement opposés à ce que des rames automatisées sans personnel de conduite circulent en évoquant un problème de sûreté des usagers.

## Programme "Deep tube"

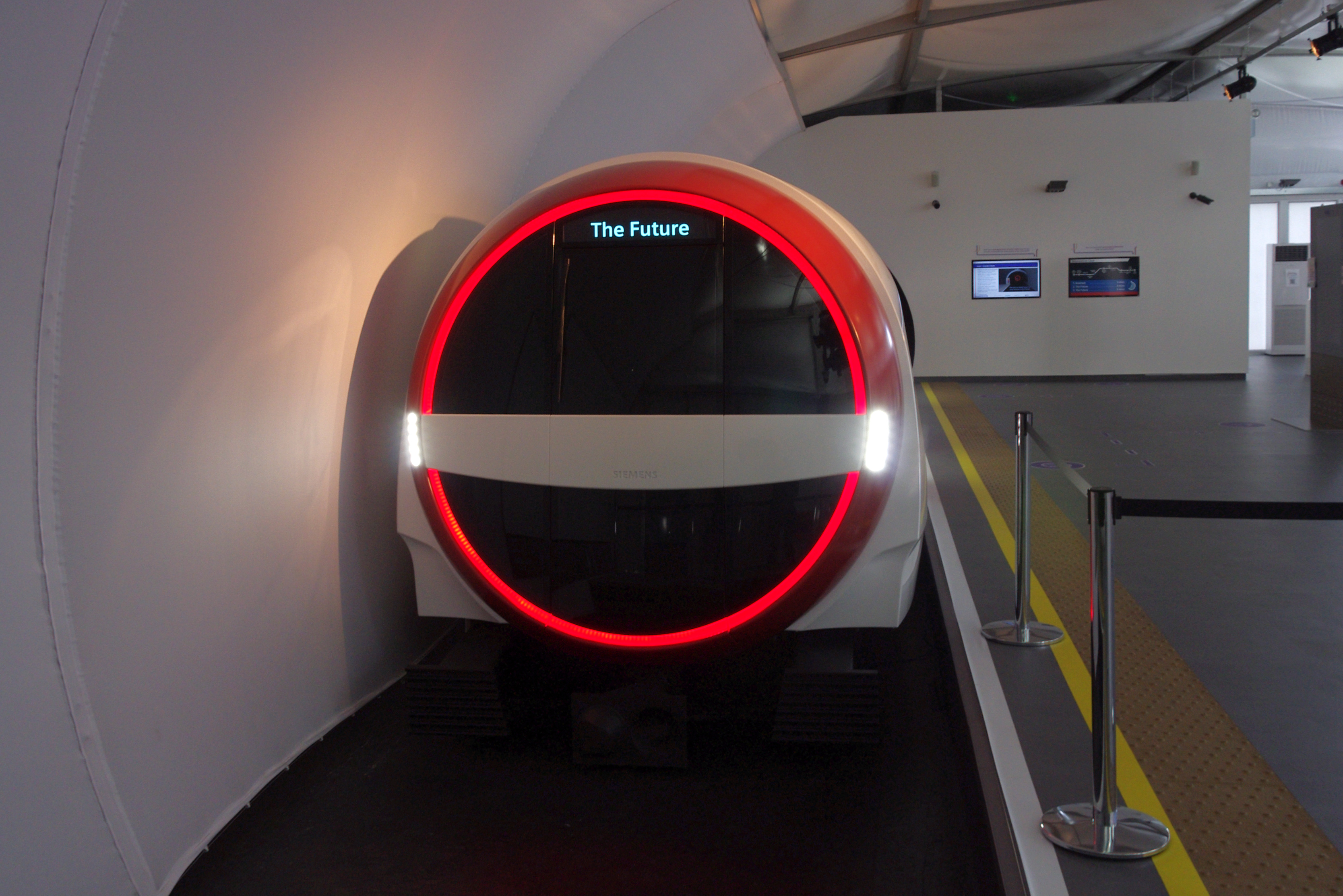
Maquette du prototype Siemens "evo"

Le Deep tube programme" (DTP) avait pour objectif original le remplacement des trains et de la signalisation sur les lignes Bakerloo et Piccadilly. Il a été élargi aux lignes Nothern, Central et Jubilee. L'EVO est un projet de train articulé de plain-pied avec une circulation inter-wagons. Il a été présenté au début de l'année 2011. Siemens prévoit un modèle en dessous des 30 tonnes et une consommation d'énergie réduite de 17%, générant ainsi moins de chaleur dans les tunnels. Les trains seraient plus bas et d'une capacité en transport de passagers accrue de 11% par rapport aux trains actuels. Siemens a présenté une maquette de son Inspiro lors d'une exposition qui s'est tenue dans la galerie The Crystal entre octobre 2013 et janvier 2014.

## New Tube for London
Au début de 2014, une étude commandée sur le programme NTfL pour les lignes Bakerloo, Piccadilly, Central et Waterloo & City a lis en exergue plusieurs avantages :
- Sur la Piccadilly line, la capacité de la ligne pourrait être augmentée de 60 % avec 33 trains par heure aux heures de pointe d'ici 2025.
- Sur la Central line, la capacité de la ligne pourrait être augmentée de  25 % avec 33 trains par heure aux heures de pointe vers 2030.
- Sur la Waterloo & City line, la capacité de la ligne pourrait être augmentée de 50 % d'ici à 2032, après le renouvellement des voies à la gare de Waterloo.
- Sur la Bakerloo line, la capacité de la ligne pourrait être augmentée de 25 % avec 27 trains par heure aux heures de pointe d'ici 2033.

Le projet est estimé à 16,42 milliards de livres. Un avis est publié le 28 février 2014 dans le Journal officiel de l'Union européenne demandant aux fournisseurs potentiels de manifester leur intérêt,.
Le 9 octobre 2014, TfL a publié une liste de fournisseurs potentiels (Alstom, Siemens, Hitachi, CAF et Bombardier) qui ont exprimé un intérêt dans la fourniture de 250 trains pour entre 1,0 milliard de livres et 2,5 milliards de livres, et le même jour, a inauguré une exposition avec un design dessiné par PriestmanGoode,. Entièrement automatisés, les trains peuvent être en mesure de fonctionner sans pilotes, mais les syndicats ASLEF et RMT qui représentent les pilotes s'opposent fermement à ce programme, disant qu'il aurait une incidence sur la sécurité. L'appel d'offres pour les trains a été publié en janvier 2016, le cahier des charges pour la ligne Piccadilly est prévue dans le courant de 2016, et le premier train sur la ligne Piccadilly pour 2023.